# وردنس گانگ
وَردِنْسْ گانْگ (نروژی: Verdens Gang، تحت حروف اختصاری: VG (وِ گِ — طبق نام حروف در الفبای نروژی)، معنی: گام جهان) یک روزنامه نروژی است.
 این روزنامه، در سال ۱۹۴۵ میلادی، در اسلو، تأسیس شده؛ و در همهٔ روزهای هفته، چاپ و به صورت تک فروشی، در سراسر نروژ عرضه می‌شود. بین سالهای ۱۹۸۱ تا ۲۰۱۰م، روزانهٔ (VG) بالاترین شمارگان روزانه را در میان همه روزنامه‌های نروژ داشت. بیشترین شمارگان این روزنامه برابر با ۳۹۰ هزار نسخه بود، که در سال ۲۰۰۲م، ثبت شده‌است.